# Drame satyrique

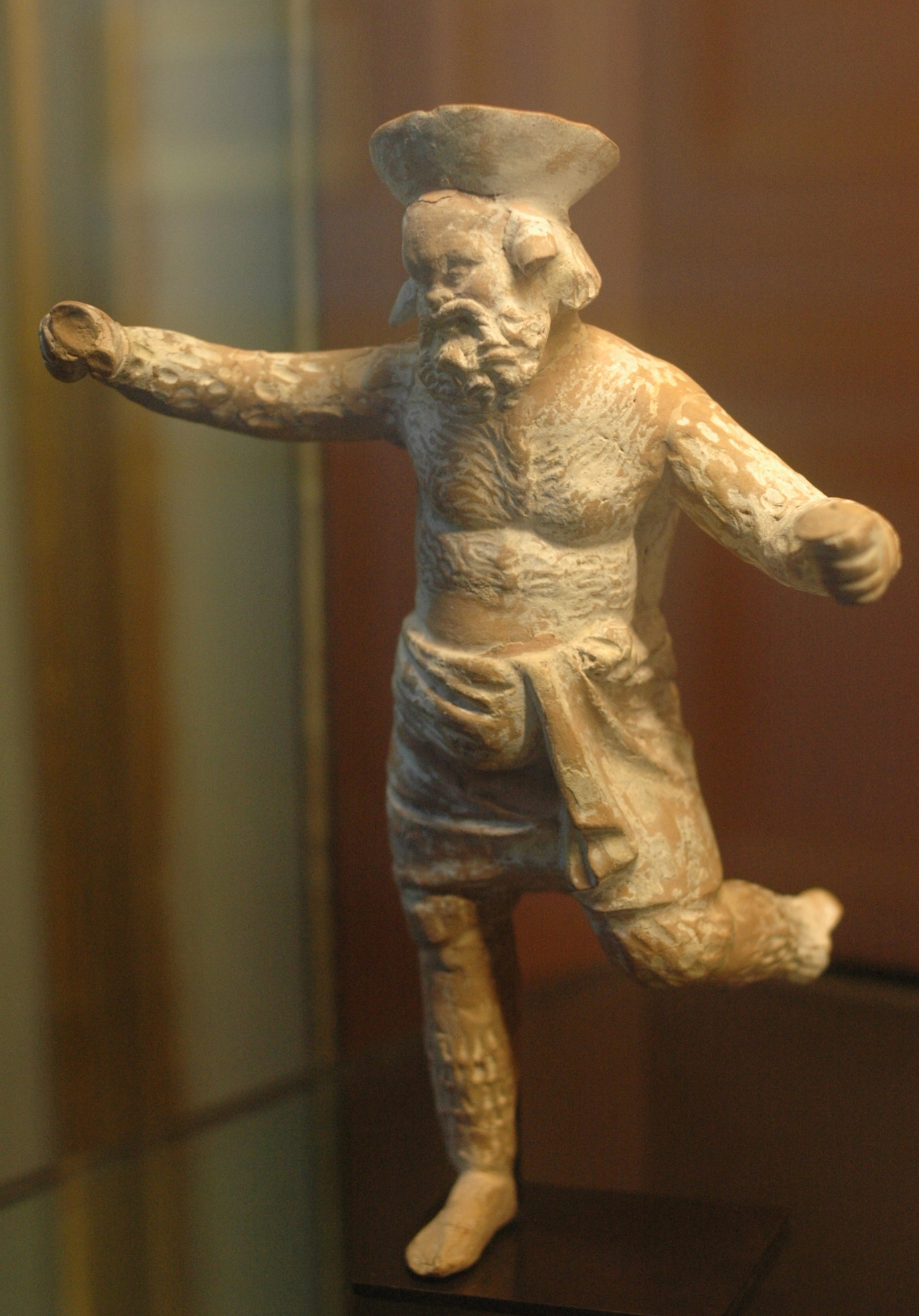
Papposilène de drame satyrique jouant des crotales, figurine en terre cuite béotienne, musée du Louvre

Le drame satyrique (grec ancien τὸ σατυρικόν δρᾶμα / tò saturikón drâma) est un genre littéraire et théâtral de la Grèce antique, étroitement associé à la tragédie, qui met en scène des satyres.
À l'époque classique, à Athènes, les auteurs doivent présenter au concours trois tragédies et un drame satyrique, les quatre pièces étant jouées par les mêmes acteurs. Selon la tradition, un certain Pratinas de Phlionte (fin du VIe et début du Ve siècle av. J.-C.) est l'inventeur du genre. Il se serait agi de conserver une place, dans le théâtre grec, à Dionysos et aux satyres, évincés dès la période classique de la tragédie, au grand dam de certains amateurs. Plutarque rapporte ainsi : « Quand Phrynichos et Eschyle développèrent la tragédie pour y inclure des intrigues mythologiques et des désastres, la réaction fut : "Quel rapport avec Dionysos ?" » (Propos de table, I, 1, 5).
Le genre reste assez mal connu, car peu d'œuvres ont survécu. Le seul drame complet est Le Cyclope d'Euripide. Nous possédons également d'importants fragments des Tireurs de filet et des Spectateurs à l'Isthme d'Eschyle, et des Limiers de Sophocle. On peut également ranger dans cette catégorie l’Alceste d'Euripide, tragédie à dénoûment heureux, présenté en 438 av. J.-C. en quatrième position, à la place du drame satyrique.
Selon le pseudo-Démétrios de Phalère, le drame satyrique est une « tragédie qui s'amuse » (Du style, 169). Il met en scène un chœur de satyres, nus et ithyphalliques, dirigés par Silène et confrontés à un héros mythologique, selon une structure similaire à celle de la tragédie : prologue, entrée du chœur, épisodes et sortie. La scène se passe dans une nature sauvage. Dans Le Cyclope, les satyres sont esclaves de Polyphème, fils de Poséidon ; Ulysse et les guerriers achéens qui l'accompagnent, devenus prisonniers du cyclope, les aident à s'enfuir avec eux. Dans Les Limiers, les satyres, esclaves d'on ne sait qui, proposent leur aide à Apollon, à qui le nouveau-né Hermès vient de dérober ses troupeaux.
Au IVe siècle av. J.-C., les poètes tragiques cessent de présenter un drame satyrique avec leur trilogie tragique. En fait, le drame s'émancipe pour devenir une épreuve à part entière, par exemple aux Dionysies de Délos ou aux Héraia de Samos.